# 14724 SNO
14724 SNO (2000 CA100) là một tiểu hành tinh vành đai chính được phát hiện ngày 10 tháng 2 năm 2000 bởi Spacewatch ở Kitt Peak.